# Al primo soffio di vento
Al primo soffio di vento è un film del 2002 diretto da Franco Piavoli.
Il titolo è una citazione dei versi delle Argonautiche di Apollonio Rodio.

## Trama
È il racconto di una giornata d'agosto vissuta nelle campagne lombarde. Una famiglia si ritrova, annoiata, riunita attorno ad un tavolo dopo un pranzo estivo. Ognuno prosegue il pomeriggio da solo. Chi a leggere, chi a correre al fiume, chi a suonare, chi a pensare: una riflessione sulla condizione di solitudine in cui l'uomo contemporaneo occidentale cade.